# Аниций Проб Фауст
Флавий Аниций Проб Фауст Нигер (на латински: Flavius Anicius Probus Faustus Niger) е римски политик на двора на Теодорих Велики.

## Биография
Произлиза от старата римска фамилия Аниции. Син е на Генадий Авиен (консул 450 г.).
През 490 г. Фауст Нигер е номиниран от краля на Италия Одоакър за консул. Колегата му на Изток е Флавий Лонгин. Новият император Анастасий I го прави magister officiorum през 493 г., квестор (505/506), patricius и преториански префект на Италия (507 – 512 г.).